# Guerra anglo-iraquí
La guerra anglo-iraquí fue una breve campaña bélica que se llevó a cabo en Irak cuando tropas del Reino Unido invadieron este país, luego de que un gobierno nacionalista se hiciera con el poder, apoyado por la Alemania nazi, durante la Segunda Guerra Mundial.
La campaña duró del 18 de abril al 30 de mayo de 1941. La campaña también es conocida como Operación Sabine o la rebelión de Rashid Ali, ya que éste fue el primer ministro del breve gobierno nacionalista. Aunque apenas tuvo un mes de duración, la campaña causó una renovación de la ocupación británica del país y posteriormente encendió el resentimiento nacionalista hacia la monarquía iraquí, que era apoyada por los británicos.

## Causas
Luego de la caída del Imperio otomano, después de la I Guerra Mundial, el Reino Unido recibió un mandato de la Sociedad de Naciones sobre Mesopotamia, actual Irak. Dicho mandato, el Mandato Británico de Mesopotamia, finalmente fue reemplazado por el Reino de Irak, gobernado por la dinastía Hachemí. Los hachemíes hicieron una serie de concesiones para ganar la relativa independencia de su reino en el Tratado anglo-iraquí de 1930. Una de estas condiciones incluía la instalación de bases militares para el uso británico y el movimiento libre de las tropas británicas por el país. Muchos iraquíes estaban molestos por estas condiciones y sintieron que su país estaba todavía bajo el control del Reino Unido y la monarquía que esta había creado. Esto fue dictado por los británicos antes de la independencia, principalmente para asegurar que siguieran teniendo el control de los recursos petrolíferos de Irak.
En septiembre de 1939, después de la invasión alemana de Polonia de 1939, el gobierno británico quiso que el primer ministro iraquí, Nuri al-Said, declarase la guerra contra la Alemania Nazi. Sin embargo, aunque el primer ministro era muy probritánico, el fuerte sentimiento contra el Reino Unido en Irak significó que el gobierno de Bagdad fue solo capaz de cortar relaciones diplomáticas con Alemania.
En marzo de 1940, el antibritánico Rashid Ali sustituyó al primer ministro Nuri al-Said. Rashid Ali estaba fuertemente bajo la influencia del Muftí de Jerusalén, Amin al-Husayni, un nacionalista árabe que colaboró con el Tercer Reich. Luego, Rashid Ali rechazó romper lazos entre Irak y la Italia de Mussolini. Antes de principios de 1941, mientras él no estaba todavía abiertamente a favor de los nazis, había hecho ya contactos encubiertos con los representantes nazis en el Oriente Medio.
El 31 de enero de 1941, Rashid Ali fue sustituido como el primer ministro de Irak. Al mismo tiempo, reveses italianos en África del Norte y en otra parte comenzaron a cambiar a la opinión pública en Irak.
El 2 de abril, Rashid Alí organizó el golpe de Estado de aquel año. Al día siguiente, él otra vez se hizo con el puesto de primer ministro, sin embargo, no derrocó a la monarquía. En cambio, retiró brevemente al regente probritánico 'Abd al-Ilah e instaló a un regente más dócil. También intentó restringir los derechos de los británicos respecto al tratado de 1930.

Situación de Irak durante la Segunda Guerra Mundial.

## Desarrollo de las operaciones

### Respuesta británica
Sir Archibald Wavell, el comandante del comando de Oriente Medio del Ejército británico en El Cairo, envió una formación conocida como Fuerza Iraquí (Iraqforce) bajo la orden del teniente general sir Edward Quinan. El objetivo de la fuerza era en primer lugar tomar y asegurar el puerto de Basora, que el primer ministro del Reino Unido Winston Churchill veía como una futura base de suministro para el material de los Estados Unidos, para rehabilitar un gobierno iraquí más dócil, y para proteger los intereses británicos en Irak.

#### Formación de laIraqforce
La Iraqforce incluía a la 10ª División de Infantería india, al principio solo una brigada, la 20ª Brigada de Infantería india (que llegó a Basora el 18 de abril de 1941 y terminó de desembarcar al día siguiente), y las tropas auxiliares que unos tres barcos adicionales transportaron el 29 de abril. La 21ª Brigada de Infantería india llegó a Basora a principios de mayo y el mando de la división fue asumida por el Mayor General William «Bill» Slim a mediados de mes. La tercera brigada de la división (25ª Brigada de Infantería india) llegó a Basora el 30 de mayo.
El avance de la 21ª Brigada de Infantería india de Basora por el Tigris en barco fue llamada la Operación Regata. El despliegue de la 20ª Brigada de Infantería india, «la Brigada del Éufrates», de Basora a Kut por vapor y barcaza fue conocida como la Operación Regulta.
Había dos bases militares británicas de importancia en Irak: la "RAF Shaibah" cerca de Basora y la "RAF Habbaniya", de la RAF próxima al lago Habbaniyah. Habbaniyah estaba cerca de la localidad de Ramadi siguiendo el curso del río Éufrates y aproximadamente a 88 km al oeste de Bagdad. Un batallón de infantería (el I Regimiento Real del Rey) había sido enviado a Habbaniyah el 24 de abril pero el refuerzo adicional por la 20.ª Brigada de Infantería india, moviéndose por el norte de Basora, no pudo llegar debido a la inundación del terreno alrededor de Habbaniyah cuando el río fue sacado de su cauce al final de mes.

#### Movimientos iraquíes contra Habbaniya
El 30 de abril de 1941, doce días después de los iniciales desembarcos británicos en Basora, el ejército iraquí estableció una fuerza de aproximadamente 6000 tropas y 30 piezas de artillería en la tierra alta al sur de la base aérea de Habbaniya, punto estratégico de las tropas británicas estacionadas en Irak. Mandaron a un enviado iraquí para exigir que ningún movimiento de tierra o de aire debía ocurrir en la base. Los oficiales británicos rechazaron la demanda y luego ellos mismos exigieron que el ejército iraquí dejase el área inmediatamente. Después de que un ultimátum adicional dado en las horas tempranas del 2 de mayo expirase, a 05.00 horas los británicos comenzaron a bombardear a las tropas iraquíes, y éstas respondieron atacando Habbaniya.
Los británicos tenían a su disposición a 35 pilotos y 96 aviones (aunque obsoletos) en Habbaniya, de los que 56 eran adecuados para operaciones en tanto Habbaniya era una base de formación y un punto de reabastecimiento y escala para vuelos a la India británica. Muchos de los aviones eran de entrenamiento, que fueron modificados sobre el terreno para llevar bombas y otras armas ofensivas. El 3 de mayo, cuatro cazabombarderos Bristol Blenheim llegaron para reforzar la base. En tierra, Habbaniya fue defendido por 2200 hombres y 18 carros blindados. Las fuerzas de tierra bajo la orden británica incluyeron, además de la Propia Familia Real del Rey recientemente llegado, reclutas locales de la RAF, soldados iraquíes de origen asirios y kurdos (leales al Reino Unido, y éstos debían jugar una parte significativa en la defensa de la base y los ataques contra Fallujah y el avance en Bagdad.
A partir del 2 de mayo la fuerza menguante de la formación de aviones, pilotos alumnos y sus instructores siguió bombardeando las posiciones iraquíes en la meseta durante cuatro días, aunque sin oposición significativa de parte de los iraquíes, que tan solo diponían de una precaria artillería antiaérea. El 6 de mayo el Coronel Ouvry Lindfield Roberts, un oficial de personal jerárquico de la 10ª División india que había llegado en avión para mandar las fuerzas de tierra de Habbaniya, pidió un vuelo de combate, se le unieron algunos carros blindados y dos obuses de la Primera Guerra Mundial que habían estado decorando la entrada del alojamiento de los oficiales, pero habían sido puestos en orden de combate por algunos artilleros británicos, y se lanzó al ataque por tierra. Después de una lucha tenaz difícil la fuerza iraquí se retiró de la meseta. 
Los refuerzos iraquíes, mientras se acercaban, encontraron la fuerza que se retira por el camino de Fallujah, aproximadamente cinco millas al este de Habbaniya, mientras tanto cada avión restante disponible de la RAF Habbaniya llegó para atacar la columna de refuerzo, que carecía de protección ante los aviones británicos. Las dos columnas iraquíes fueron paralizadas y en dos horas de lucha las fuerzas iraquíes habían sufrido 1000 bajas entre muertos y heridos, siendo tomados prisioneros otros 400 iraquíes. Durante la mañana del 7 de mayo el reconocimiento británico encontró la meseta desocupada.

### Participación alemana
Hacia el 10 de mayo de 1941, el bombardeo posterior por avión de Habbaniya tenía discapacitada a la fuerza aérea iraquí como una unidad de combate, a pesar de ello, sobre el papel, estaba mejor equipada que la fuerza de RAF local. El gobierno de Rashid Ali pidió entonces apoyo militar el Eje, solicitud que fue aceptada por Hitler, para este fin el ministro alemán de Asuntos Exteriores Joachim von Ribbentrop designó como delegado de enlace a Fritz Grobba, antiguo embajador alemán en Irak y Arabia Saudí.
Hitler determinó que la ayuda militar alemana debía comprender primeramente a la Luftwaffe en tanto el régimen de Irak insistía en apoyo aéreo al carecer de aviación adecuada para oponerse a la RAF británica. El general Hans Jeschonnek de la Luftwaffe fue designado jefe con el título de Fliegerführer Irak como jefe del comando aéreo germano; entre el 10 de mayo y el 12 de mayo de 1941 la Luftwaffe envió 12 Heinkel He 111 y 14 Messerschmitt Bf 110 en apoyo de Irak, que llegaron a Mosul, vía bases aéreas controladas por la Francia de Vichy en Siria, y comenzó sus ataques aéreos regulares contra Habbaniya. Luego llegaron 13 Junkers Ju 52 y algunos Junkers Ju 90 que debieron volver pronto a Europa pues eran necesarios para la Invasión de Creta.

### Contraataque británico
El 18 de mayo de 1941, el Coronel Roberts, mandando una fuerza del Regimiento Real de su Majestad (iraquí), carros armados de la RAF, tropas de la "RAF Iraquí" y los refuerzos Kingcol, cruzó el río Éufrates y luego otros obstáculos de agua creados por la utilización de inundación; los británicos improvisaron barcos tirados por un cable, y llegaron a Fallujah. 
El 18 de mayo la Kingcol (nombrada así por de su comandante, General de brigada James Joseph Kingstone), la columna móvil de relevo del General principal John George Walters Clark Habforce (conglomerado de la 4.ª Brigada de Caballería británica, un batallón del Regimiento de Essex, la Legión árabe (Regimiento Mecanizado), una batería de artillería de campaña y una tropa de armas antitanques), había ya llegado a Habbaniya procedente del Mandato Británico de Palestina.
En la batalla de Fallujah, los aviones de la RAF funcionaban sin oposición contra el ejército iraquí, que se enfrentaba ahora contra tropas británicas reforzadas por divisiones llegadas de la India, dotadas de mayor poder artillero. Después de los enfrentamientos de casi un día entero Fallujah fue tomado antes de la tarde del 19 de mayo. Kingcol entonces siguió adelante a Bagdad. Desde el fin del cerco de Habbaniya la RAF dominó el aire a pesar de la presencia de cazas bimotores y bombarderos medios de la Luftwaffe alemana y por un escuadrón de cazas biplanos de la Regia Aeronautica italiana. Para disimular su intervención, los aviones alemanes e italianos fueron pintados con los distintivos iraquíes (al igual que la Legión Cóndor en la guerra civil española).

### Colapso iraquí
Las fuerzas británicas siguieron adelante hacia Bagdad, mientras las tropas iraquíes se veían contraatacadas no solo por las fuerzas de tierra sino por la RAF. Los refuerzos británicos desembarcados en Basora comprendían casi un centenar de tanques, contra los cuales la infantería iraquí carecía de defensas posibles, por lo cual la progresión británica desde el 20 de mayo era casi ininterrumpida.
Los aviones alemanes estaban en inferioridad numérica y fueron completamente batidos por la RAF, siendo perjudicados además por hallarse muy lejos de sus bases de aprovisionamiento y de repuestos. La Italia fascista solo envió doce obsoletos Fiat C.R.42 que llegaron muy tarde para actuar decisivamente. 
El 27 de mayo los británicos estaban ya a en los suburbios de Bagdad, y Fritz Grobba avisó a sus superiores en Berlín que la situación era insostenible, pues las defensas iraquíes (ya desmoralizadas por las derrotas y la falta de ayuda externa significativa) no podrían resistir muchos días. Finalmente, al anochecer del 29 de mayo huyeron de Bagdad el personal de la Luftwaffe, los diplomáticos alemanes liderados por Fritz Grobba, y gran parte del régimen de Rashid Ali, la evacuación se realizó con dos últimos Heinkel He 111 que poseía para esa fecha el Fliegerführer Irak pues todos los Messerschmitt habían sido destruidos.
Rashid y sus partidarios huyeron a Persia y luego a Alemania. El 31 de mayo de 1941, un armisticio fue firmado y el regente 'Abd al-Ilah nombró un gobierno probritánico.

## Consecuencias
Las fuerzas británicas permanecieron estacionadas en Irak puesto que el Reino Unido consideraba la ocupación de Irak necesaria para asegurar su acceso al petróleo y evitar la penetración del Tercer Reich en Medio Oriente, de hecho Irak fue usado posteriormente como base para algunas tropas empleadas para atacar al Mandato francés de Siria en la campaña de Siria-Líbano en junio y julio de 1941, y también fue el punto de partida para la invasión anglo-soviética de Irán en agosto y septiembre de 1941. En 1942 Gran Bretaña creó también un grupo de tropas de defensa contra una posible, pero poco probable, invasión alemana en el norte cuando la Wehrmacht lanzó su ofensiva contra el Cáucaso y el Volga. Después de 1942, Irak e Irán sirvieron para el transporte de material de guerra americano a la Unión Soviética.
Debido a que Rashid Ali y sus partidarios trataban de formar una alianza con la Alemania Nazi, la invasión demostró que la independencia de Irak estaba condicionada a la aprobación británica. La guerra anglo-iraquí fue seguida pronto de la campaña de Siria-Líbano y la invasión anglo-soviética de Irán. Muchas de las fuerzas implicadas en Irak estuvieron implicadas pronto en Siria, Líbano, e Irán.
La ocupación militar británica de Irak siguió durante varios años después de la guerra, pero terminaría finalmente el 26 de octubre de 1947, aunque el Reino Unido mantendría algunas pequeñas bases militares hasta 1959. No obstante, el régimen hachemí probritánico continuó en el poder hasta que el rey Faysal II fue derrocado en un golpe militar y fusilado en 1958.